# Newcastle United Football Club 2012-2013
Questa voce raccoglie le informazioni riguardanti il Newcastle United Football Club nelle competizioni ufficiali della stagione 2012-2013.

## Stagione
Per la stagione 2012-2013, il Newcastle disputerà la FA Premier League per la 19ª volta, la UEFA Europa League per l'8ª volta, la 132ª edizione della FA Cup e la 53ª edizione della Football League Cup.
La stagione dei Magpies di Alan Pardew inizia con il doppio confronto per i play-off di Europa League contro i greci dell'Atromitos: un pareggio all'andata (1-1 a Peristeri) e una piccola vittoria al ritorno in casa (1-0, decisivo Vučkić) permettono il passaggio alla fase a gironi, dove il Newcastle dovrà vedersela con i francesi del Bordeaux, i belgi del Club Bruges e i portoghesi del Marítimo.

## Maglie e sponsor
Lo sponsor tecnico per la stagione 2012-2013 è Puma, mentre lo sponsor ufficiale è Virgin Money.
| Casa | Trasferta | Terza |

## Rosa
Rosa aggiornata al 1º settembre 2012.
| N. |                        | Ruolo | Calciatore         |
| -- | ---------------------- | ----- | ------------------ |
| 1  | Paesi Bassi (bandiera) | P     | Tim Krul           |
| 2  | Argentina (bandiera)   | D     | Fabricio Coloccini |
| 3  | Italia (bandiera)      | D     | Davide Santon      |
| 4  | Francia (bandiera)     | C     | Yohan Cabaye       |
| 5  | Inghilterra (bandiera) | D     | Danny Simpson      |
| 6  | Inghilterra (bandiera) | D     | Mike Williamson    |
| 7  | Francia (bandiera)     | C     | Moussa Sissoko     |
| 8  | Paesi Bassi (bandiera) | D     | Vurnon Anita       |
| 9  | Senegal (bandiera)     | A     | Papiss Cissé       |
| 10 | Francia (bandiera)     | C     | Hatem Ben Arfa     |
| 11 | Francia (bandiera)     | A     | Yoan Gouffran      |
| 13 | Francia (bandiera)     | D     | Mapou Yanga-Mbiwa  |
| 14 | Inghilterra (bandiera) | D     | James Perch        |
| 15 | Inghilterra (bandiera) | C     | Dan Gosling        |
| 16 | Inghilterra (bandiera) | D     | Ryan Taylor        |
| 17 | Francia (bandiera)     | C     | Romain Amalfitano  |
| 18 | Argentina (bandiera)   | C     | Jonás Gutiérrez    |
| 19 | Senegal (bandiera)     | A     | Demba Ba           |

| N. |                             | Ruolo | Calciatore       |
| -- | --------------------------- | ----- | ---------------- |
| 19 | Francia (bandiera)          | D     | Massadio Haïdara |
| 20 | Burundi (bandiera)          | C     | Gaël Bigirimana  |
| 21 | Inghilterra (bandiera)      | P     | Rob Elliot       |
| 22 | Francia (bandiera)          | C     | Sylvain Marveaux |
| 23 | Nigeria (bandiera)          | A     | Shola Ameobi     |
| 24 | Costa d'Avorio (bandiera)   | C     | Cheik Tioté      |
| 25 | Francia (bandiera)          | C     | Gabriel Obertan  |
| 26 | Francia (bandiera)          | D     | Mathieu Debuchy  |
| 27 | Inghilterra (bandiera)      | D     | Steven Taylor    |
| 28 | Inghilterra (bandiera)      | A     | Sam Ameobi       |
| 29 | Slovenia (bandiera)         | C     | Haris Vučkić     |
| 30 | Inghilterra (bandiera)      | A     | Nile Ranger      |
| 31 | Irlanda del Nord (bandiera) | C     | Shane Ferguson   |
| 33 | Australia (bandiera)        | D     | Curtis Good      |
| 34 | Inghilterra (bandiera)      | D     | James Tavernier  |
| 37 | Inghilterra (bandiera)      | P     | Steve Harper     |
| 39 | Algeria (bandiera)          | C     | Mehdi Abeid      |

## Calciomercato

### Sessione estiva(dall'1/7 al 31/8)
In questa sessione estiva di calciomercato, gli acquisti di Gaël Bigirimana dal Coventry City per poco più di un milione di euro, di Vurnon Anita dall'Ajax per 8 milioni e mezzo e dello svincolato Romain Amalfitano dallo Stade de Reims vanno a rinforzare la mediana di centrocampo; ai difensori si aggiunge il giovane centrale australiano Curtis Good, pagato mezzo milione di euro dal Melbourne Heart, e in attacco torna dal prestito al Deportivo La Coruña la punta spagnola Xisco. Dopo le numerose partenze a parametro zero, le uniche due cessione remunerative sono quelle del portiere inglese Fraser Forster al Celtic per 2 milioni e mezzo di euro e dell'attaccante irlandese Leon Best al Blackburn per quasi 4 milioni; inoltre viene prestato fino a gennaio il difensore gallese Paul Dummett al St. Mirren.
| Acquisti | Acquisti          | Acquisti            | Acquisti                     |
| R.       | Nome              | da                  | Modalità                     |
| -------- | ----------------- | ------------------- | ---------------------------- |
| D        | Curtis Good       | Melbourne Heart     | definitivo (515 000 €)       |
| C        | Gaël Bigirimana   | Coventry City       | definitivo (1,250 milioni €) |
| C        | Vurnon Anita      | Ajax                | definitivo (8,5 milioni €)   |
| C        | Romain Amalfitano | Stade Reims         | svincolato                   |
| A        | Xisco Jiménez     | Deportivo La Coruña | fine prestito                |

| Cessioni | Cessioni          | Cessioni        | Cessioni                   |
| R.       | Nome              | a               | Modalità                   |
| -------- | ----------------- | --------------- | -------------------------- |
| P        | Fraser Forster    | Celtic          | definitivo (2,5 milioni €) |
| P        | Alex Baird        | Dundee          | svincolato                 |
| D        | Paul Dummett      | St. Mirren      | prestito secco             |
| D        | Jeff Henderson    | Sligo Rovers    | svincolato                 |
| D        | Michael Hoganson  | Derby County    | svincolato                 |
| D        | Tamás Kádár       | Roda JC         | svincolato                 |
| D        | Louis Storey      | Ashington       | svincolato                 |
| D        | Lee Toland        | Glenavon        | svincolato                 |
| D        | Stephen Folan     |                 | svincolato                 |
| D        | Patrick Nzuzi     |                 | svincolato                 |
| C        | Greg McDermott    |                 | svincolato                 |
| C        | Ben Sayer         |                 | svincolato                 |
| C        | Alan Smith        | MK Dons         | svincolato                 |
| C        | Danny Guthrie     | Reading         | svincolato                 |
| C        | Ryan Donaldson    | Gateshead       | svincolato                 |
| A        | Ryan McCorrigan   | Gateshead       | svincolato                 |
| A        | Billy Ions        | Leeds Utd       | svincolato                 |
| A        | Dan Taylor        | Oldham Athletic | svincolato                 |
| A        | Phil Airey        | Blyth Spartans  | svincolato                 |
| A        | Peter Løvenkrands | Birmingham City | svincolato                 |
| A        | Samuel Adjei      |                 | svincolato                 |
| A        | Leon Best         | Blackburn       | definitivo (3,8 milioni €) |

### Sessione invernale(dal 3/1 al 31/1)
| Acquisti | Acquisti          | Acquisti    | Acquisti                   |
| R.       | Nome              | da          | Modalità                   |
| -------- | ----------------- | ----------- | -------------------------- |
| D        | Mathieu Debuchy   | Lilla       | definitivo (6,2 milioni €) |
| D        | Mapou Yanga-Mbiwa | Montpellier | definitivo (8 milioni €)   |
| D        | Massadio Haïdara  | Nancy       | definitivo (2,5 milioni €) |
| C        | Moussa Sissoko    | Tolosa      | definitivo (2,5 milioni €) |
| A        | Yoan Gouffran     | Bordeaux    | definitivo (2 milioni €)   |

| Cessioni | Cessioni | Cessioni | Cessioni                   |
| R.       | Nome     | a        | Modalità                   |
| -------- | -------- | -------- | -------------------------- |
| A        | Demba Ba | Chelsea  | definitivo (8,5 milioni €) |

## Risultati

### FA Premier League

#### Girone di andata
| Arbitro: | Atkinson |

|                            |           |           |
| Ba 54’ Ben Arfa 80’ (rig.) | Marcatori | 76’ Defoe |

| Arbitro: | Dowd |

|                                |           |  |
| Hazard 22’ (rig.) Torres 45+3’ | Marcatori |  |

| Arbitro: | Probert |

|              |           |           |
| Ben Arfa 59’ | Marcatori | 22’ Clark |

| Arbitro: | M. Jones |

|                         |           |            |
| Baines 15’ Anichebe 88’ | Marcatori | 49’ 90’ Ba |

| Arbitro: | Swarbrick |

|        |           |  |
| Ba 19’ | Marcatori |  |

| Arbitro: | Marriner |

|                   |           |            |
| Kébé 58’ Hunt 62’ | Marcatori | 59’ 83’ Ba |

| Arbitro: | Webb |

|  |           |                                 |
|  | Marcatori | 8’ Evans 15’ Evra 71’ Cleverley |

| Arbitro: | Atkinson |

|               |           |           |
| Ba 86’ (aut.) | Marcatori | 3’ Cabaye |

| Arbitro: | Foy |

|                    |           |            |
| Ba 35’ Cissé 90+3’ | Marcatori | 55’ Lukaku |

| Arbitro: | Taylor |

|            |           |            |
| Suárez 67’ | Marcatori | 43’ Cabaye |

| Arbitro: | Mike Dean |

|  |           |           |
|  | Marcatori | 38’ Nolan |

| Arbitro: | Dowd |

|          |           |                         |
| Ba 90+3’ | Marcatori | 58’ Michu 87’ de Guzmán |

| Arbitro: | Atkinson |

|                         |           |  |
| Lallana 35’ Ramírez 60’ | Marcatori |  |

| Arbitro: | Webb |

|                        |           |           |
| Walters 81’ Jerome 85’ | Marcatori | 47’ Cissé |

| Arbitro: | M. Jones |

|                                   |           |  |
| Ba 13’ (rig.), 21’ Bigirimana 71’ | Marcatori |  |

| Arbitro: | Mason |

|                           |           |              |
| Sidwell 19’ Rodallega 63’ | Marcatori | 54’ Ben Arfa |

| Arbitro: | Marriner |

|        |           |                                               |
| Ba 51’ | Marcatori | 10’ Agüero 39’ Javi García br> 78’ Yaya Touré |

| Arbitro: | Friend |

|                |           |  |
| Sh. Ameobi 81’ | Marcatori |  |

| Arbitro: | Dean |

|                                                 |           |                                     |
| Evans 25’ Evra 58’ Van Persie 71’ Hernández 90’ | Marcatori | 4’ Perch 28’ (aut.) Evans 68’ Cissé |

#### Girone di ritorno
| Arbitro: | Foy |

|                                                                             |           |                          |
| Walcott 20’, 73’, 90+2’ Oxlade-Chamberlain 50’ Podolski 64’ Giroud 84’, 87’ | Marcatori | 43’, 69’ Ba 59’ Marveaux |

| Arbitro: | Atkinson |

|          |           |                         |
| Cissé 2’ | Marcatori | 43’ Baines 60’ Anichebe |

| Norwich 12 gennaio 2013, ore 16:00 CET 22ª giornata | Norwich City | 0 – 0 referto | Newcastle Utd | Carrow Road (26 752 spett.)\| Arbitro: \| Taylor \| |
| Arbitro:                                            | Taylor       |               |               |                                                     |

| Arbitro: | Marriner |

|            |           |                    |
| Cabaye 35’ | Marcatori | 71’, 77’ Le Fondre |

| Arbitro: | Dean |

|                    |           |                      |
| Benteke 49’ (rig.) | Marcatori | 19’ Cissé 31’ Cabaye |

| Arbitro: | Webb |

|                            |           |                      |
| Jonás 41’ Sissoko 68’, 90’ | Marcatori | 55’ Lampard 61’ Mata |

| Arbitro: | Dowd |

|              |           |              |
| Bale 5’, 78’ | Marcatori | 24’ Gouffran |

| Arbitro: | Foy |

|                                                               |           |                             |
| Sissoko 33’ Cissé 42’ Gouffran 67’ (rig.) Hooiveld 79’ (aut.) | Marcatori | 3’ Schneiderlin 50’ Lambert |

| Arbitro: | Pawson |

|       |           |  |
| Moore | Marcatori |  |

| Arbitro: | Marriner |

|                        |           |                    |
| Cabaye 73’ Cissé 90+2’ | Marcatori | 67’ (rig.) Walters |

| Arbitro: | Halsey |

|                         |           |            |
| Beausejour 18’ Koné 90’ | Marcatori | 72’ Santon |

| Arbitro: | Swarbrick |

|                                                   |           |  |
| Tévez 41’ D. Silva 45’ Kompany 56’ Yaya Touré 69’ | Marcatori |  |

| Arbitro: | Friend |

|             |           |  |
| Cissé 90+2’ | Marcatori |  |

| Arbitro: | Webb |

|  |           |                                          |
|  | Marcatori | 27’ Sessègnon 74’ A. Johnson 82’ Vaughan |

| Arbitro: | M. Jones |

|              |           |             |
| B. Jones 64’ | Marcatori | 8’ Gouffran |

| Arbitro: | Marriner |

|  |           |                                                           |
|  | Marcatori | 3’ Agger 17’, 76’ Henderson 54’, 60’ Sturridge 74’ Borini |

| Londra 4 maggio 2013, ore 15:00 WEST 36ª giornata | West Ham Utd | 0 – 0 referto | Newcastle Utd | Boleyn Ground (34 962 spett.)\| Arbitro: \| Dowd \| |
| Arbitro:                                          | Dowd         |               |               |                                                     |

| Arbitro: | Probert |

|                 |           |                                  |
| Rémy 11’ (rig.) | Marcatori | 18’ (rig.) Ben Arfa 35’ Gouffran |

| Arbitro: | Webb |

|  |           |               |
|  | Marcatori | 52’ Koscielny |

### FA Cup
| Arbitro: | Probert |

|                         |           |  |
| Orlandi 33’ Hoskins 87’ | Marcatori |  |

### Carling Cup
| Arbitro: | Taylor |

|                            |           |           |
| Anderson 44’ Cleverley 58’ | Marcatori | 62’ Cissé |

### UEFA Europa League

#### Play-Off
| Arbitro: | Alon Yefet |

|             |           |            |
| Epstein 24’ | Marcatori | 45’ Taylor |

| Arbitro: | Stephan Studer |

|            |           |  |
| Vučkić 21’ | Marcatori |  |

#### Fase a gironi
| Funchal 20 settembre 2012, ore 19:00 CEST | Marítimo             | 0 – 0 referto | Newcastle Utd | Estádio dos Barreiros (4 000 spett.)\| Arbitro: \| Robert Schörgenhofer \| |
| Arbitro:                                  | Robert Schörgenhofer |               |               |                                                                            |

| Arbitro: | Antonio Mateu Lahoz |

|                                              |           |  |
| Sh. Ameobi 16’ Henrique 40’ (aut.) Cissé 49’ | Marcatori |  |

| Arbitro: | Martin Hansson |

|             |           |  |
| Obertan 48’ | Marcatori |  |

| Arbitro: | Luca Banti |

|                              |           |                      |
| Trickovski 14’ Jørgensen 19’ | Marcatori | 42’ Anita 44’ Ameobi |

| Arbitro: | Danny Makkelie |

|              |           |             |
| Marveaux 23’ | Marcatori | 78’ Fidélis |

| Arbitro: | Menashe Masiah |

|                  |           |  |
| Diabaté 29’, 74’ | Marcatori |  |

#### Fase a eliminazione diretta
| Newcastle upon Tyne 14 febbraio 2013, ore 21:05 CET Sedicesimi di finale - Andata | Newcastle Utd    | 0 – 0 referto | Metalist | St James' Park (30 157 spett.)\| Arbitro: \| Tom Harald Hagen \| |
| Arbitro:                                                                          | Tom Harald Hagen |               |          |                                                                  |

| Arbitro: | Serge Gumienny |

|  |           |                   |
|  | Marcatori | 65’ (rig.) Ameobi |

| Mosca 7 marzo 2013, ore 18:00 CET Ottavi di finale - Andata | Anži       | 0 – 0 referto | Newcastle Utd | Stadio Lužniki (5 000 spett.)\| Arbitro: \| István Vad \| |
| Arbitro:                                                    | István Vad |               |               |                                                           |

| Arbitro: | Deniz Aytekin |

|             |           |  |
| Cissé 90+3’ | Marcatori |  |

| Arbitro: | Antony Gautier |

|                                         |           |           |
| Rodrigo 25’ Lima 65’ Cardozo 71’ (rig.) | Marcatori | 12’ Cissé |

| Arbitro: | Ivan Bebek |

|           |           |              |
| Cissé 71’ | Marcatori | 90+2’ Salvio |

## Statistiche

### Statistiche di squadra
| Competizione   | Punti | In casa | In casa | In casa | In casa | In casa | In casa | In trasferta | In trasferta | In trasferta | In trasferta | In trasferta | In trasferta | Totale | Totale | Totale | Totale | Totale | Totale | DR  |
| Competizione   | Punti | G       | V       | N       | P       | Gf      | Gs      | G            | V            | N            | P            | Gf           | Gs           | G      | V      | N      | P      | Gf     | Gs     | DR  |
| -------------- | ----- | ------- | ------- | ------- | ------- | ------- | ------- | ------------ | ------------ | ------------ | ------------ | ------------ | ------------ | ------ | ------ | ------ | ------ | ------ | ------ | --- |
| Premier League | 38    | 19      | 9       | 1       | 9       | 24      | 31      | 19           | 2            | 7            | 10           | 21           | 37           | 38     | 11     | 8      | 19     | 45     | 68     | -23 |
| FA Cup         | -     | -       | -       | -       | -       | -       | -       | 1            | 0            | 0            | 1            | 0            | 2            | 1      | 0      | 0      | 1      | 0      | 2      | -2  |
| League Cup     | -     | -       | -       | -       | -       | -       | -       | 1            | 0            | 0            | 1            | 1            | 2            | 1      | 0      | 0      | 1      | 1      | 2      | -1  |
| Europa League  | -     | 7       | 4       | 3       | 0       | 8       | 2       | 7            | 1            | 4            | 2            | 5            | 8            | 14     | 5      | 7      | 2      | 13     | 10     | +3  |
| Totale         | -     | 26      | 13      | 4       | 9       | 32      | 33      | 28           | 3            | 11           | 14           | 27           | 49           | 54     | 16     | 15     | 23     | 59     | 82     | -23 |

### Andamento in campionato
| Giornata  | 1 | 2 | 3  | 4  | 5 | 6 | 7  | 8  | 9  | 10 | 11 | 12 | 13 | 14 | 15 | 16 | 17 | 18 | 19 | 20 | 21 | 22 | 23 | 24 | 25 | 26 | 27 | 28 | 29 | 30 | 31 | 32 | 33 | 34 | 35 | 36 | 37 | 38 |
| --------- | - | - | -- | -- | - | - | -- | -- | -- | -- | -- | -- | -- | -- | -- | -- | -- | -- | -- | -- | -- | -- | -- | -- | -- | -- | -- | -- | -- | -- | -- | -- | -- | -- | -- | -- | -- | -- |
| Luogo     | C | T | C  | T  | C | T | C  | T  | C  | T  | C  | C  | T  | T  | C  | T  | C  | C  | T  | T  | C  | T  | C  | T  | C  | T  | C  | T  | C  | T  | T  | C  | C  | T  | C  | T  | T  | C  |
| Risultato | V | P | N  | N  | V | N | P  | N  | V  | N  | P  | P  | P  | P  | V  | P  | P  | V  | P  | P  | P  | N  | P  | V  | V  | P  | V  | P  | V  | P  | P  | V  | P  | N  | P  | N  | V  | P  |
| Posizione | 4 | 9 | 10 | 11 | 9 | 9 | 10 | 11 | 10 | 10 | 10 | 12 | 14 | 14 | 14 | 14 | 15 | 14 | 15 | 15 | 15 | 16 | 16 | 15 | 15 | 15 | 14 | 15 | 13 | 13 | 15 | 13 | 13 | 16 | 16 | 16 | 13 | 16 |

Legenda:

Luogo: C = Casa; T = Trasferta. Risultato: V = Vittoria; N = Pareggio; P = Sconfitta.